# Ivan Bilský
Ivan Bilský (Senkőc, 1955. július 16. – 2016. január 22.) csehszlovák válogatott szlovák labdarúgó, középpályás.

## Pályafutása

### Klubcsapatban
1973-74-ben az AC Nitra csapatán kezdte pályafutását. 1974 és 1980 között a Dukla Praha labdarúgója volt, ahol két csehszlovák bajnoki címet szerzett a csapattal. 1980 és 1982 között a Dukla Banská Bystrica, 1982 és 1985 között a TTS Trenčín játékosa volt. 1985-ben hagyta abba az aktív labdarúgást.

### A válogatottban
1977-ben háromszor játszott a csehszlovák B-válogatottban. 1977-78-ban nyolc alkalommal szerepelt a csehszlovák válogatottban. 1981-ben hat alkalommal az U21-es csapatban lépett pályára és egy gólt szerzett.

## Sikerei, díjai
Dukla Praha
- Csehszlovák bajnokság
  - bajnok: 1976–77, 1978–79